# Letten (Bayreuth)
Letten ([ˈlɛtən] ) ist Gemeindeteil der kreisfreien Stadt Bayreuth im bayerischen Regierungsbezirk Oberfranken. Letten liegt in der Gemarkung Oberkonnersreuth.

## Geografie
Die Einöde ist mittlerweile Haus Nr. 74 der Frankenwaldstraße, einer Ortsstraße des Gemeindeteils Aichig.

## Geschichte
Gegen Ende des 18. Jahrhunderts gehörte Letten zur Realgemeinde Oberkonnersreuth.
Von 1797 bis 1810 unterstand der Ort dem Justiz- und Kammeramt Bayreuth. Mit dem Gemeindeedikt wurde Letten dem 1812 gebildeten Steuerdistrikt Oberkonnersreuth und der zugleich gebildeten Ruralgemeinde Oberkonnersreuth zugewiesen. Am 1. Januar 1972 wurde Letten im Zuge der Gebietsreform in Bayern nach Bayreuth eingemeindet.

### Einwohnerentwicklung
| Jahr      | 001822 | 001861 | 001871 | 001885 | 001900 | 001925 | 001950 | 001961 | 001970 | 001987 |
| Einwohner | *      | 4      | 5      | 6      | 4      | 8      | 11     | 8      | 4      | †      |
| Häuser    | *      |        |        | 1      | 1      | 1      | 1      | 1      |        | †      |
| Quelle    | [ 5 ]  | [ 7 ]  | [ 8 ]  | [ 9 ]  | [ 10 ] | [ 11 ] | [ 12 ] | [ 13 ] | [ 14 ] | [ 15 ] |

## Religion
Letten ist evangelisch-lutherisch geprägt und nach St. Johannis gepfarrt.